# Warrion
Warrion is een plaats in de Australische deelstaat Victoria en telt 525 inwoners (2006).